# 武部勤
武部勤（1941年5月1日—），出身於北海道斜里町，日本自由民主党主要领导人，山崎派主要成员，在第一届小泉内阁中任农林水产大臣，因处置中日农产品贸易纠纷无能被媒体猛烈而在内阁改组中下台。但还是受到小泉纯一郎的重用，接替因参议院选举下台的安倍晋三任自民党干事长，在2005年众议院大选中带领自民党获得空前大胜。在麻生太郎任首相期间，武部勤和加藤紘一、中川秀直合作，成为自民党内反麻生活动的主要领导人之一。

## 人物
北海道斜里郡斜里町出生。父親為中華料理店主人。
其在2012年引退政界，其子武部新於同年參選同一選區並當選。

## 政策
- 主張郵政民營化

## 所屬團體・議員連盟
- 神道政治連盟国会議員懇談会
- 日本会議国会議員懇談会
- 大家一起参拜靖国神社国会议员会
- 日韓議員聯盟
- TPP交渉利益委員會
- 日本・越南友好議員連盟（会長）
- 日本・印尼国会議員連盟（会長代行）
- 日本・柬埔寨友好議員連盟（幹事長）
- 海外建設技術促進議員連盟（幹事長）
- 下水道事業促進議員聯盟（幹事長）
- 自由民主黨公車議員聯盟（幹事長）
- 自由民主黨自動車整備議員聯盟（幹事長）
- 北方領土返還・四島交流促進議連（会長）

## 荣誉

### 日本勋章奖章
- 旭日大绶章（2018年4月29日公布[2]）

### 外国勋章奖章
- 三级劳动勋章（越南，2024年8月7日颁发[3]）：武部时任日越友好议员联盟特别顾问。

## 相關項目
- 藤田幹雄
- 83会
- 神田孝次